# Bitva u Adrianopole (324)
Bitva u Adrianopole v roce 324 n. l. byla střetnutím vojsk západního římského císaře Konstantina Velikého s armádou východního císaře Licinia. Její příčinou byly dlouhodobé politické neshody mezi oběma spoluvládci Římské říše. Proběhla 3. července 324 poblíž města Adrianopol v Thrákii (dnes Turecko) a skončila vítězstvím Konstantinových jednotek. Licinius sice nebyl v občanské válce zatím poražen definitivně, jeho postavením však prohraná bitva značně otřásla.

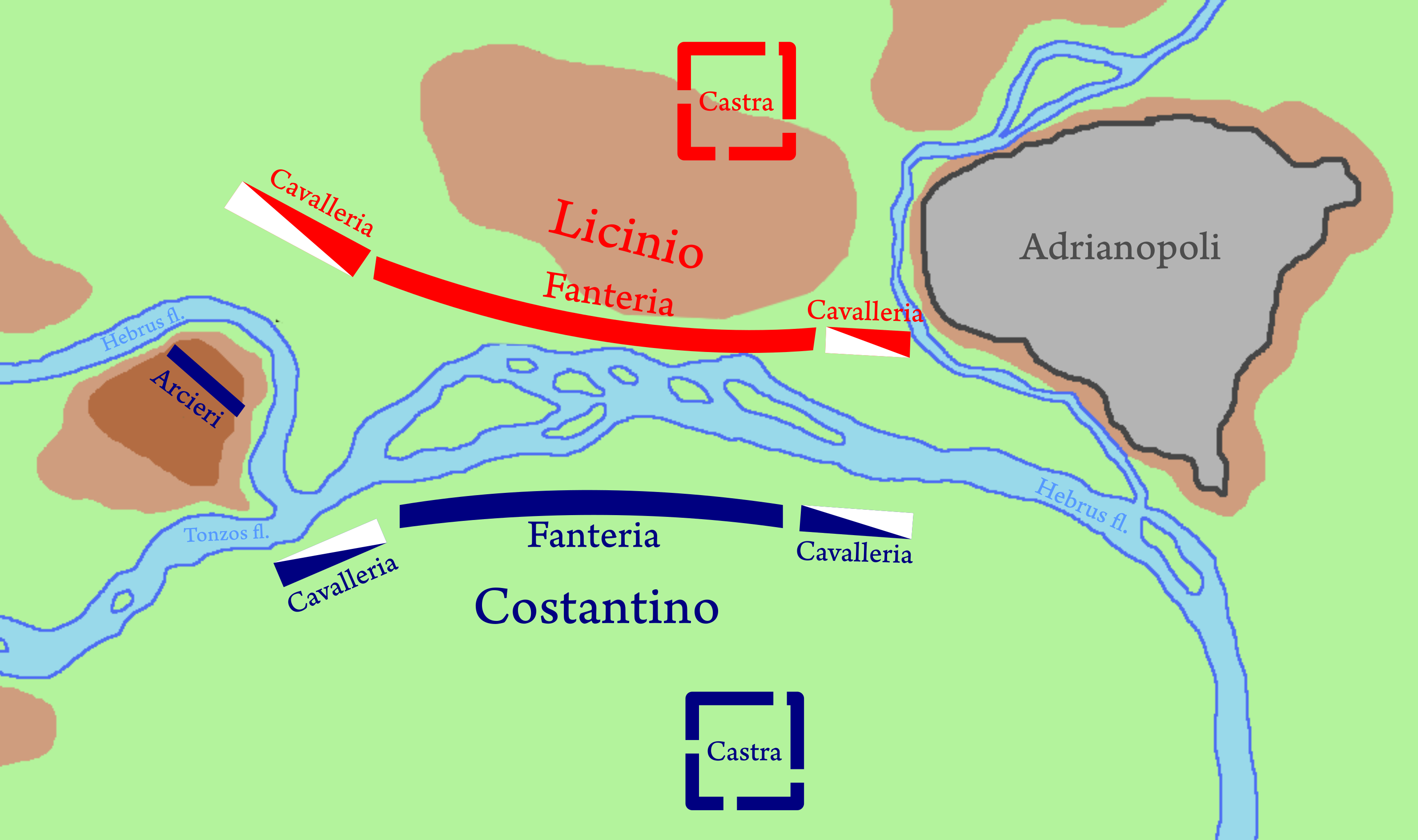
Schéma bitvy u Andrianopole